# Епілік
Епілік (*Ἐπίλυκος, бл. 454 до н. е. — 414/413 до н. е.) — давньогрецький політичний діяч, дипломат Афінського полісу.

## Життєпис
Походив з аристократичного роду Філаїдів. Син Тісандра та онук або правнук архонта Ісагора. Про Епіліка замало відомостей. Політичну діяльність почав десь у 430-ті роки до н. е. Був одним з секретарів Буле. Його старша донька одружилася з Ксантиппом, сином Перикла, але той помер 429 року до н.е.
У 424 році до н. е. очолив афінське посольство до перського царя Дарія II, з яким планувалося укласти договір проти Спарти (з огляду на Пелопоннеську війну). Договір було підписано у 422 або 421 році до н. е. Втім невдовзі він фактично припинив дію, оскільки афінські народні збори підтримали повстання Аморга, син Піссуфна, спрямоване проти перського царя.
У 415—413 роках до н. е. брав участь у Сицилійському поході, в якому загинув. Після його смерті почався судовий процес за право одружитися з донькою Епіліка — Ісхомахою — між Каллієм і Андокідом.